# Calliurichthys scaber
Calliurichthys scaber es una especie de peces de la familia Callionymidae en el orden de los Perciformes.

## Hábitat
Es un pez  de mar y de clima subtropical y demersal.

## Distribución geográfica
Se encuentran en Nueva Zelanda y la Isla de Lord Howe.

## Observaciones
Es inofensivo para los humanos